# Markus Högner
Markus Högner (* 26. April 1967 in Ettringen (Eifel)) ist ein ehemaliger deutscher Fußballspieler und jetziger -trainer.

## Leben
Högner spielte von 1989 bis 1991 für Alemannia Aachen. Außerdem spielte er für TuRU Düsseldorf, LD Alajuelense, Rhenania Würselen und den 1. FC Union Solingen. In der Saison 1988/89 absolvierte er drei Spiele in der 2. Bundesliga für Alemannia Aachen. Mit LD Alajuelense scheiterte er zweimal knapp am Gewinn der costa-ricanischen Meisterschaft und wurde 1994 und 1995 Vizemeister.
2000 wurde er Spielertrainer der deutschen Beachsoccer-Nationalmannschaft. Von 2004 bis 2006 trainierte er die U16-Mannschaft von Alemannia Aachen, seit 2006 die U19-Mannschaft. Zur Saison 2008/09 wurde er Trainer der zweiten Mannschaft des FC Schalke 04, wurde jedoch bereits im Mai 2009 wieder entlassen.
Von Mai 2010 bis Sommer 2016 war Högner Cheftrainer bei den Bundesligafrauen der SGS Essen.
Im September 2016 wurde er neben Verena Hagedorn Assistenztrainer von Steffi Jones bei der deutschen Fußballnationalmannschaft der Frauen. Seit Hagedorns Wechsel zu Bayer 04 Leverkusen im April 2017 war er der einzige Assistent. Am 31. Mai 2018 wurde Högner Co-Trainer bei der Frauenfußballmannschaft des VfL Wolfsburg. Der Vertrag wurde am 8. Januar 2019 aufgelöst. Drei Tage nach Vertragsauflösung in Wolfsburg unterschrieb Högner einen Vertrag als Cheftrainer der SGS Essen, mit Start der Saison 2019/2020 am 1. Juli 2019. Zur Saison 2025/26 wechselt Markus Högner nach insgesamt 12 Jahren in Essen zu den Frauen von Borussia Dortmund.